# Döme Sztójay
Döme Sztójay (ur. 5 stycznia 1883 we Vršacu, zm. 22 sierpnia 1946 w Budapeszcie) – węgierski generał, dyplomata, polityk pochodzenia serbskiego. W czasie II wojny światowej premier Królestwa Węgier (III 1944 – VIII 1944), proniemiecki kolaborant współodpowiedzialny za Holocaust Żydów węgierskich.

## Historia
Urodził się w serbskiej rodzinie jako Dmitrije Stojaković (Димитрије Стојаковић) w komitacie Temes. Wstąpił w szeregi Armii Austro-Węgier i w 1902 ukończył szkołę kadetów w Peczu. Studia wojskowe kontynuował w Budapeszcie, a odbywszy służbę w różnych oddziałach, podjął studia w wiedeńskiej Akademii Wojskowej w latach 1907–1910. W 1910 skierowano go do prac sztabowych. Dosłużył się stopnia pułkownika podczas I wojny światowej. W jej trakcie służył również do 1917 w sztabie kierującym oddziałami w Bośni oraz w Dalmacji. Potem dowodził XXI Brygadą górską i grupą bałkańską w Wydziale Wywiadowczym przy dowództwie naczelnym armii. Po zwycięstwie węgierskiej rewolucji republikańskiej w październiku 1918 stanął na czele departamentu wywiadu, kontrwywiadu oraz ewidencji w Ministerstwie Spraw Wojskowych. W latach istnienia Węgierskiej Republiki Rad był w 1919 szefem wywiadu i kontrwywiadu węgierskiej Armii Czerwonej. Po upadku WRR po raz kolejny został szefem wywiadu w Ministerstwie Spraw Wojskowych, a od listopada był szefem grupy wywiadowczej przy dowództwie Armii Narodowej Miklósa Horthyego. Od lipca 1920 do 1925 był szefem Wydziału Wywiadu i Kontrwywiadu.
Od 1925 do 1933 pełnił funkcję attaché wojskowego w poselstwie węgierskim w Berlinie w randze pułkownika Sztabu Generalnego. W 1933 uzyskał stopień generała. W 1927 zmienił nazwisko na Döme Sztójay. Od 1933 do 1935 pełnił urzędy w ministerstwie obrony. W 1935 Gyula Gömbös mianował go ambasadorem w Niemczech. Był przekonany o potrzebie nawiązania jak najściślejszej współpracy Węgier z III Rzeszą. Stanowisko to zajmował do marca 1944, gdy po okupacji przez Wehrmacht terytorium Królestwa Węgier (Operacja „Margarethe”) regent Miklós Horthy został zmuszony do zdymisjonowania premiera Miklósa Kállaya i nominacji na jego następcę germanofilskiego Sztójaya. Objął ten urząd na żądanie Niemiec w dniu 22 marca 1944, po zajęciu przez nie Węgier. Jednocześnie sprawował funkcję ministra spraw zagranicznych.
Podporządkował ojczyznę Niemcom. Partie opozycyjne zostały rozwiązane i wprowadzono całkowitą cenzurę prasy. Żydzi zostali zamknięci w gettach i rozpoczęto wywożenie ich do obozów koncentracyjnych. Liczba żołnierzy węgierskich walczących na froncie została zwiększona do 300 tysięcy. Sztójay zezwolił na działalność faszystowskiego i antysemickiego ugrupowania strzałokrzyżowców, zdelegalizował związki zawodowe, więził przeciwników politycznych, wymuszał posłuszeństwo na lewicowych politykach i aktywistach, sprzeciwił się zaakceptowaniu władzy Horthyego, ten jednak nie zgadzał się na antysemicką politykę III Rzeszy. Pod koniec czerwca 1944 Horthy wystąpił przeciwko Sztójayowi i zakazał deportacji Żydów z Budapesztu. Po obaleniu 23 sierpnia 1944 proniemieckich władz Królestwa Rumunii (Ion Antonescu), które przeszło na stronę aliantów, regent zdymisjonował 29 sierpnia Sztójaya i odsunął go od władzy. Sztójay wycofał się z życia publicznego i nie zaangażował się w nie nawet po ustąpieniu Horthyego i przejęciu władzy przez strzałokrzyżowców. Mimo że w listopadzie 1944 został awansowany do stopnia generała broni w stanie spoczynku, były premier nie przyjmował żadnych funkcji.
Po okupacji Węgier przez Armię Czerwoną i kapitulacji III Rzeszy przebywał na terytorium okupowanych Niemiec, dokąd uciekł na początku 1945. Został aresztowany w maju przez Armię Stanów Zjednoczonych i przekazany Węgrom w październiku 1945. Trybunał Ludowy uznał go winnym zbrodni wojennych w związku z wydawaniem przez niego rozporządzeń podczas pełnienia urzędu szefa rządu i skazał na śmierć przez rozstrzelanie. Wyrok, utrzymany przez sąd w drugiej instancji, został wykonany w więzieniu w Budapeszcie.
Jego żoną była Jozefa Landgráf. W ekranizacji historii obozu Auschwitz-Birkenau w rolę Sztójayego wcielił się Mikołaj Müller.